# Димитр Мітов
Димитр Мітов (болг. Димитър Веселинов Митов; нар. 22 січня 1997, Монтана) — болгарський футболіст, воротар шотландського «Абердіну» та національної збірної Болгарії.

## Клубна кар'єра
Уродженець Монтани Мітов, провів частину свого дитинства в Козлодуї, де і зробив перші футбольні кроки, як польовий гравець. У 2012 році Димитр потрапив до академії Христо Стоїчкова, а згодом приєднався до лав клубу «Чавдар».
У 2013 році гравець приєднався до англійського клубу «Чарльтон Атлетік», після проходження перевірки в «Ноттінгем Форест». У квітні 2015 року він забив гол із власного штрафного в матчі проти «Ковентрі Сіті» U-18, привернувши увагу преси. За період знаходження в складі «Чарльтона» болгарин відіграв за всі вікові команди окрім основного складу.
У лютому 2015 року Мітов на правах місячної оренди приєднався до клубу «Кенві Айленд» відігравши за останіх лише одну гру.
Влітку 2017 Димитр уклав дворічний контракт з клубом «Кембридж Юнайтед».
8 серпня 2017 року дебютував у матчі Кубка Футбольної ліги проти «Бристоль Роверз» в якому поступились з рахунком 4–1.
16 травня 2018 року продовжив контракт з «Кембридж Юнайтед» до 2021 року з пролонгацією ще на два роки.
У сезоні 2018–19 років Мітов замінив Девіда Форда та став основним голкіпером клубу.
30 квітня 2022 року Мітов був визнаний найкращим гравцем сезону клубу «Кембридж Юнайтед».
Наприкінці сезону 2022–23 років Мітов залишив «Кембридж Юнайтед» після закінчення терміну контракту.
14 липня 2023 болгарин уклав дворічну угоду з шотландським клубом «Сент-Джонстон». 26 серпня він зіграв свою першу «суху гру» в матчі сезону 2023–24 проти «Селтіка». За підсумками сезону він став найкращим гравцем клубу.
19 червня 2024 року Мітов підписав трирічний контракт з іншим шотландським клубом Прем'єршип «Абердіном». У новій команді болгарин став одним із лідерів.

## Виступи за збірні
Димитр відіграв за всі вікові категорії юнацьких збірних від U-16 до U-19. У збірних U-17 та U-19 був капітаном.
У серпні 2023 року головний тренер Младен Крстаїч вперше викликав голкіпера до національної збірної Болгарії на товариський матч проти Ірану та відбірковий матч до Євро-2024 проти Чорногорії. 7 вересня 2023 року дебютував у матчі проти Ірану, болгари поступились 0–1. У березні 2024 року він відіграв всю гру в переможному товариському матчі 1–0 проти Танзанії та  в усіх матчах Ліги націй УЄФА. У грі проти Північної Ірландії записав до свого пасиву автогол.

## Титули і досягнення
- Володар Кубка Шотландії (1):

«Абердін»: 2024–25
Індивідуальні
- «Кембридж Юнайтед» гравець року: 2021–22[23]
- «Сент-Джонстон» гравець року: 2023-24